# Кутлово
Кутлово — деревня в Можайском районе Московской области в составе Юрловского сельского поселения. Численность постоянного населения по Всероссийской переписи 2010 года — 11 человек. До 2006 года Кутлово входило в состав Юрловского сельского округа.
Деревня расположена в южной части района, у границы с Калужской областью, на правом берегу реки Берега (приток Протвы), примерно в 27 км к юго-западу от Можайска, высота центра над уровнем моря 201 м. Ближайшие населённые пункты — Цезарево на юго-востоке и Гальчино на северо-западе.